# Dear Prudence
Dear Prudence – drugi utwór zespołu The Beatles z albumu The Beatles napisany przez Johna Lennona. Inspiracją do napisania utworu była Prudence Farrow, siostra Mii Farrow, którą poznali podczas wyjazdu do Rishikeshu w Indiach. 
W 1983 cover utworu nagrał zespół Siouxsie and the Banshees, który stał się jednym z największych hitów grupy i znalazł się na trzecim miejscu UK Singles Chart.

## Twórcy
- John Lennon – wokal, gitara akustyczna
- Paul McCartney – wokal wspierający, perkusja, gitara rytmiczna, basowa, pianino, skrzydłówka, tamburyn, cowbell
- George Harrison – wokal wspierający, gitara elektryczna
- Mal Evans – wokal wspierający
- Jackie Lomax – wokal wspierający
- John McCartney (kuzyn Paula) – wokal wspierający